# 花郎

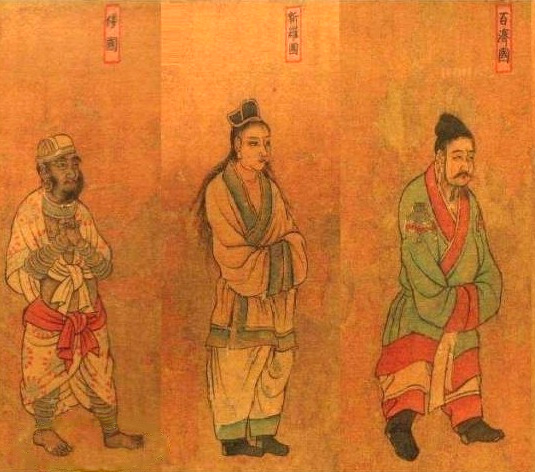
唐閻立本王会図 6世紀中国の使臣図 - 左から倭、新羅、百済

花郎（ファラン、かろう）は、朝鮮の歴史において、新羅時代（前57-935）に存在した青少年修養団体のことを言う。
国立国語院の定義によると、新羅時代に設けられた青少年の民間修養団体であり、門閥と学識があり外見がきちんとしている人で作られ、心身の鍛錬と社会の善導を理念としていた。また花郎の指導者は国仙、花主とされていた、とある。新羅時代には仏教の影響もあり、花郎徒は、道義、歌楽、山川渉猟を学び、宮廷に臣下や兵士として仕えたことが伝えられている。

## 花郎の起源
花郎の文献上の初出である三国史記の「新羅本記　眞興王」によれば、花郎という制度はすぐれた人材を朝廷に推薦するために設けられたものであったという。
東洋史研究者の三品彰英によると花郎制度はその「戦士団的男子集会」の性格から中国の「子帚制」や日本の「ヒメヒコ制」と同じく男子集会所（メンズハウス）に起源すると言う。『魏志韓伝』および『後漢書韓伝』は3世紀以前の韓族の男子集会所およびそこにおけるイニシエーション（通過儀礼）を伝え、新羅の花郎が古い韓族の制度に由来することを示唆している。男子集会所は恒常的戦闘状態の社会でしばしば発生・展開することが知られているが、2世紀から6世紀の朝鮮半島はそのような戦闘状態にあったことが『魏志韓伝』や『三国史記』に伝えられている。

## 花郎の制定
花郎という制度は真興王37年 (576年頃)に制定されたことが 三国史記に記されている。この記事によれば花郎集会は下記のような特徴を備えている。
1. 歌舞遊娯を行う社交クラブ[6][注 2]←伽耶から伝わった農楽など
2. 国家有事の際、出征する青年戦士団[6][注 3]
3. 青年の国家的社会的教育機関[6][注 4]
4. 貴族の子弟の官吏養成機関[6][注 5]

である。これらの特徴の内、貴族の子弟のみがその構成員であり平民は含まれていないと考えられる点は原始韓族の男子集会所とは大きな相違である。
花郎集団は複数存在し、一つの集団には三百人から千人の郎徒があったと伝えられている。真興王から真聖王に至るまでの約350年間に二百人余りの花郎が名を馳せたと伝えられているが、文献上明らかなのは次の26名である。
| 王代                  | 花郎名       | 出自                             | 分類せる郎徒     | 典拠                 |
| 第二十四代 真興王     | (南毛・俊貞) |                                  |                  | 三国史記、三国遺事   |
|                       | 斯多含       | 奈勿王七世孫、真骨、父級飡仇梨知 | 武官郎           | 三国史記             |
|                       | 白雲         | 父某達官                         | 金闡             | 東国通鑑、三国史節要 |
|                       | 薛原郎       |                                  |                  | 三国遺事             |
|                       | 未尸郎       |                                  | 僧真慈           | 三国遺事             |
| 第二十六代 真平王     | 金庾信       | 加羅王裔孫、真骨、父角干舒玄     |                  | 三国史記、三国遺事   |
|                       | 金令胤       | 真骨、父級飡盤屈                 |                  | 三国史記             |
|                       | 近郎         | 真骨、父伊飡大日                 | 剣君             | 三国史記             |
|                       | 竹旨郎       | 真骨、父述宗                     | 得烏(谷)         | 三国史記、三国遺事   |
|                       | 好世郎       |                                  | 釈恵宿           | 三国遺事             |
|                       | 瞿旵公       |                                  |                  | 三国遺事             |
|                       | 居烈郎       |                                  |                  | 三国遺事             |
|                       | 実処郎       |                                  |                  | 三国遺事             |
|                       | 宝同郎       |                                  |                  | 三国遺事             |
| 第二十九代 太宗武烈王 | 官昌         | 真骨、父伊飡(将軍)品日           |                  | 三国史記             |
|                       | 文努         |                                  | 金欽運・僧転密等 | 三国史記             |
| 第三十一代 神文王     | 宝川         | 真骨、王子                       |                  | 三国遺事             |
| 第三十二代 孝昭王     | 夫礼郎       | 真骨、父薩飡大玄                 | 安常             | 三国遺事             |
|                       | 俊永郎       |                                  | 真才・繁完       | 三国遺事             |
| 第三十五代 景徳王     | 耆婆郎       |                                  |                  | 三国遺事             |
| 第四十七代 憲安王     | 金膺廉       | 真骨、王孫、父阿飡啓明           |                  | 三国史記、三国遺事   |
| 第四十八代 景文王     | 邀元郎       |                                  |                  | 三国遺事             |
|                       | 誉昕郎       |                                  |                  | 三国遺事             |
|                       | 桂元         |                                  |                  | 三国遺事             |
|                       | 叔宗郎       |                                  |                  | 三国遺事             |
| 第五十一代 真聖王     | 孝宗郎       | 真骨、文聖王の裔孫、敬順王の父   |                  | 三国史記、三国遺事   |

## 新羅以後の花郎
高麗時代、八関会において仙郎の歌舞が行われた。八関会とは、秋の収穫祭と仏教節会の習合した行事であり高麗朝一代を通じて行われたが、極端な儒教政策をとる李朝により廃止された。八関会の中心となる仙郎は「四仙」とも呼ばれ、良家から選ばれた四人から成った。四仙は東海岸の名勝に遊んだとの伝説が残る四人の花郎に由来する。このように、八関会の仙郎は新羅の花郎とは密接な関係にあり、花郎の直接的な後裔と考えられる。
民間では、山寺で仙郎と呼ばれる者が僧俗に奉じられ、その中で美貌の少年閔頔を忠烈王 (在位:1275年 - 1308年) が召し出して国仙としたという。また、忠烈王代以後、王家の末裔が免除された役として「国仙」が現れる。この国仙は軍役を指したとみられるが、忠烈王以前にはまったく見られない。閔頔の例とあわせて、忠烈王の懐古趣味から出たものと考えられる。
李朝時代には、花郎は男のシャーマン、シャーマンの夫、芸人、舞童、遊女などを指すようになった。李朝時代、彼らはいずれも社会の最下層に位置づけられていた。民俗学的調査によれば、男覡としての花郎の用法が今日でも全羅道に現存しているという。巫夫としての用法も慶尚道や江原道で確認される。農閑期に乞食僧に連れられて村々をまわり、踊りを踊って銭穀を求める舞童も花郎と呼ばれた。方言で、下賎の娼婦が花娘、花郎または花郎女と呼ばれた。花郎に由来する「ファニャンニョン」(화냥년) が浮気女を意味する単語として辞書に記録されている。李朝時代に、花郎 (郎中) と呼ばれる男覡が女装し淫らな行為におよんだという報告もある。こうした後世の花郎と新羅の花郎の関係は明らかではない。服飾や歌舞に共通の性質を見出すことができる一方、相違点としては、新羅の花郎が上流貴族から出ていることに対して、後世の花郎が被差別階級となっていることが挙げられる。
鄭安基（高麗大学）は、「果たして民族意識が皇民化政策によって、そんなにもたやすく抹殺されるものなのか、についても疑問です。実は民族とは、二〇世紀初葉に朝鮮人が日本の統治を受けるようになってから発見された、想像の政治的共同体です。実体性が欠如した想像の集団意識であるため、民族はむしろ強靭な生命力を持っています。我々は檀君を始祖とした拡大家族としての運命共同体だ、という歴史意識がまさにそれです。朝鮮人は、植民地期を経ながら民族としての『正体/民族的アイデンティティ』を発見し、彼らの歴史と伝統文化に対し自負心を持ち始めました」「そのせいか一九四〇年に朝鮮総督府は、『風俗・慣習・言語・意識の次元にまで及ぶ朝鮮人の完璧な皇民化は、少なくとも三〇〇年の歳月を要する至難の課題だ』と言っています。一朝一夕に朝鮮人の強固な民族意識をそぎ落とし、日本人に改造することはできない、と見たのです。それで皇民化政策は突飛にも、多くの朝鮮人にとってまだ馴染みのなかった檀君神話をはじめ、新羅の花郎や朝鮮王朝期の李舜臣などを呼び出し、朝鮮人の民族意識を鼓吹しました。民族の神話・叙事・英雄を通し、砂のように散らばった朝鮮の民衆を帝国の国民に統合しようとする努力でもありました。総督府の皇民化政策を朝鮮民族の抹殺政策と見なすことほど、歴史の複雑な実態と矛盾を単純化する稚気はありません」と述べている。

## 花郎の軍事的性質に対する異論
韓国では、第二次世界大戦の後、ナショナリズムに迎合した花郎讃美が大々的に行われ、花郎軍事組織説が定着している。
軍事説は、7世紀中頃までの数人の花郎の事績の誤った一般化により生まれた。実際には、記録に残る花郎の大半が軍事とは無関係である。数人の例外的な武人的花郎についても、その活動と、彼等の花郎ないしは元花郎という属性との間に明白な関係は見つけられない。戦時の勇猛さと自己犠牲の精神を花郎に限定すべき理由はない。実際、武人的花郎の出典たる『三国史記』の列伝は、花郎であったことが確認されない多くの勇士を記録している。よって、ごく一部の花郎が7世紀の統一戦争期の新羅の一時的な風潮に影響されたに過ぎないと見るのが合理的である。
『三国史記』が花郎を簡潔に紹介する新羅本紀・真興王37年 (576年) のの中で、軍事との関係をうかがわせるのは、「賢佐忠臣、従此而秀。良将勇卒、由是而生。」という『花郎世記』から引用された簡単な記述だけである。史料の性格上、『三国史記』が『三国遺事』よりも軍事について詳細に記述することを期待されるにもかかわらずである。しかも「ここから生まれた（由是而生）」という表現は、逆説的に、花郎自体は良将や勇卒のなかから選抜された者、という性質の組織ではなかったことを示唆する。
事実、花郎および花郎を頂点とする花郎徒たちは、それ自体が軍の一翼を担うものでもなければ独立した軍事組織でもなかった。記録に残る最初の花郎、斯多含は、渋る王に従軍を願い出て、武官の地位を与えられて出陣した。斯多含の例は、花郎は通常軍に所属しておらず、花郎の軍への編入がむしろ例外的であったことをうかがわせる。また、斯多含が『三国史記』列伝に収められたのは戦功を挙げたからではなく、捕虜に対する寛大な扱いが賞賛されたからである。その証拠に、この戦いは、司令官の異斯夫の伝記では言及されていない。新羅随一の英雄で、おそらく花郎軍事組織説の確立に最も貢献している金庾信（『三国史記』金庾信列伝によると、金庾信は中国黄帝の子・少昊の子孫である）については、軍を指揮したことが確認できるのは彼が34歳の時である。金庾信はその時点で既に花郎ではなかったと推測されるため、彼のその後の軍事的活躍を花郎に一般化することはできない。また、金庾信が剣術を修めたことを拡大解釈して、剣術が花郎の心得であると主張する者がいる。しかし、逆にこの記述は剣術が花郎の間では一般的でなかったことを示唆する。また、金庾信の修行は呪術的で、一般的に想像される剣術の修行とは大きく異なる。結局のところ、花郎が軍事教練を行ったこと記す史料は存在しない。
世俗五戒が花郎の掟であったという主張にも根拠が無い。世俗五戒は、中国帰りの法師円光が貴山と箒項という二人の若者に授けた教え、「事君以忠・事親以孝・交友以信・臨戦無退・殺生有擇」である。世俗五戒の四番目が「臨戦無退」であり、軍事組織説には都合がよい。しかし、貴山と箒項が花郎であったという記録はなく、世俗五戒を花郎と結びつける記述は存在しない。
花郎軍事組織説が広まったのは、実は第二次世界大戦後である。李朝時代には花郎が史家の注目を浴びることは無く、言及された場合でも焦点は歌舞にあてられ、軍事的要素は欠落していた。20世紀に入ると、申采浩が花郎を武士団として賞賛したが、あくまで高句麗讃美の添え物にすぎなかった。1930年代に日本の歴史家、池内宏、鮎貝房之進、三品彰英の三人が集中的に花郎を研究し、多かれ少なかれ花郎に軍事的性格を認めた。しかし、彼等の研究が政治的に利用されることはなかった。
韓国における状況が変化したのは、李承晩大統領の指示のもとで大々的な宣伝が行われてからである。1949年に李瑄根によって発表された『花郎道研究』の中で、愛国心をかき立てる後世の数々の出来事を花郎精神の発露とされた。国民国家形成のために花郎精神なるものが創造され、報国精神として喧伝された。花郎の政治利用は、新羅の故地、慶尚道出身の朴正煕政権下に引き継がれた。その結果、花郎は武士団だったという神話は韓国ではすっかり定着した。「花郎部隊」は韓国陸軍の精鋭であり、「花郎台」は韓国陸軍士官学校の別称となり、韓国の武功勲章の4等級は「花郎武功勲章」と名づけられた。
皮肉なことに、尚武精神が評価されるようになったのは、朝鮮が日本の支配を受けた結果である。極端な武蔑視が支配的だった李朝時代には考えられないことである。「花郎精神」はある意味で日本統治下で宣伝された武士道精神の代替であるにもかかわらず、韓国では逆に「日本の武士の原型は新羅の花郎」などとまことしやかに語られている。
花郎神話には韓国の武道諸団体も飛びつき、その起源の一つと主張するようになった。ITF（国際テコンドー連盟）は、花郎を型（トゥル）の名前としている。「花郎道」という名の武道団体は、それが新羅の花郎によって実践されたと主張するが、実際にはハプキドー（合気道）の亜種である。こうした動きは、逆に彼等の主張が現代の創作であることを証明している。
なお、「花郎道」なる用語は史料には登場しない。「武士道」との類推から作られたと見られる。朝鮮語で同音の「花郎徒」であれば歴史学の用語として許容可能である。

## 花郎が登場する作品と史実との違い
- 善徳女王（2009年、MBC）
- 花郎（2016年、KBS）

花郎が登場するドラマ作品の花郎は、史実とはかけ離れていることを指摘する意見がある（なおこれらの作品は歴史ドラマであって、歴史ドキュメンタリーとして発表されているわけではない）。宮脇淳子は、「（『善徳女王』は）花郎たちが繰り広げる戦闘シーンも、このドラマの見せ場のひとつで、ふんだんに盛り込まれています。（中略）しかしながら、あれは真実の韓国史ではありません。（中略）おそらくは当初から、ドラマ（『善徳女王』）に出てきたような勇ましい軍事組織ではなかっただろうと考えられます。花郎が戦士集団であるかのように、そのイメージを上げようという風潮は、戦後に始まったようです。民族主義者の李承晩大統領が『花郎道』なるものを盛んに喧伝して、愛国心を駆り立てて国家建設の原動力としたのです。」と述べている。